# 北港岛
北港岛是位於中国海南省东寨港的一個島嶼，隶属美兰区。岛上有数个村庄、养鱼场和一些红树林。

## 历史
北港岛原本是其西部大陆的一部分。1605年南开地震，致使其他72个村庄沉没，将它分开，然后成为一个岛屿。
2014 年7月，超强台风威马逊对该岛造成了广泛破坏。大约百分之七十的瓦屋顶房屋遭到破坏或毁坏。此外，约有123艘渔船沉没或被毁。岛上大部分地区被淹没在1.5 米深的水中，导致当地 70% 家庭的食物供应受损。损失估计约为2500万元人民币。但尽管发生了灾难，仍然没有一个居民离开该岛到其他地方居住。
由于台风，政府出资建造新渔船，并收到慈善捐款帮助重建。 2018年，船只数量达到120艘，回复了台风以前的数目。
台风过后，政府想将居民搬迁到岛外的一个村庄，但居民希望留下来。于是开始了一项保护该岛免受未来台风影响的计划。到 2018 年，在该岛的一部分周围建造了海堤，并在西海岸建造了一个新港口来保护船只。

## 地理

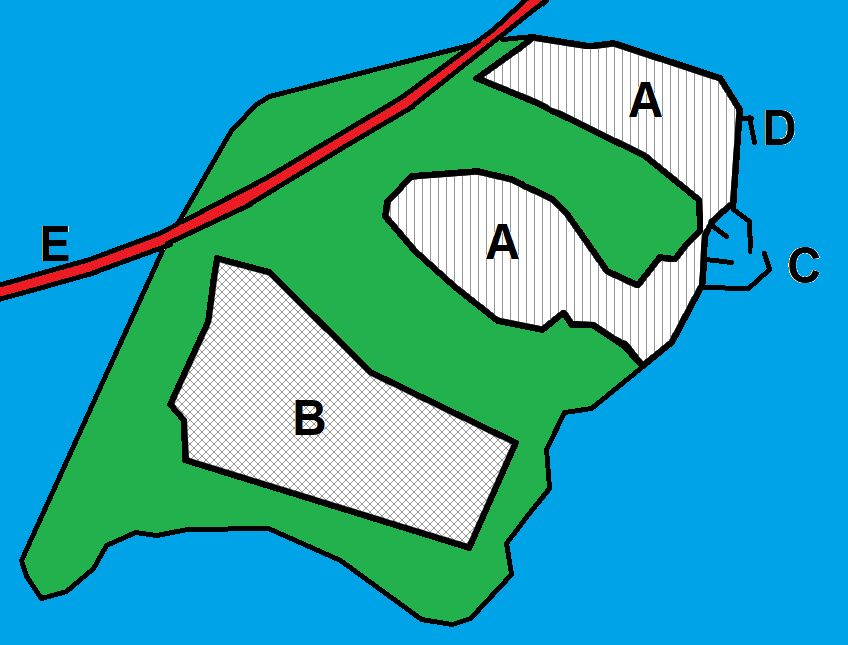
A：村庄
B：养鱼场
C: 新港
D：渡轮码头
E：铺前大桥

该岛面积2,330英亩，地勢近乎平坦，海拔较低。 铺前大桥直接跨越岛北部，并利用岛支撑部分桥台。大部分土地為盐碱地无法耕种。

### 南部地区
岛的南部主要是红树林、空地和养鱼场。大约 60 个养鱼场位于最南端。它们的北边是红树林，是东寨港自然保护区中的一些鸟类的家园。

### 村庄
东北部有3个村庄，約450户1550人。 其中一个村庄被命名为后溪村。村庄里有一两家商店和许多小寺庙。岛上几乎所有的建筑都是住宅，现在大部分是一层或两层的混凝土结构，能够抵御台风。一些古老的瓦顶建筑仍然存在，但已无人居住。

### 港口

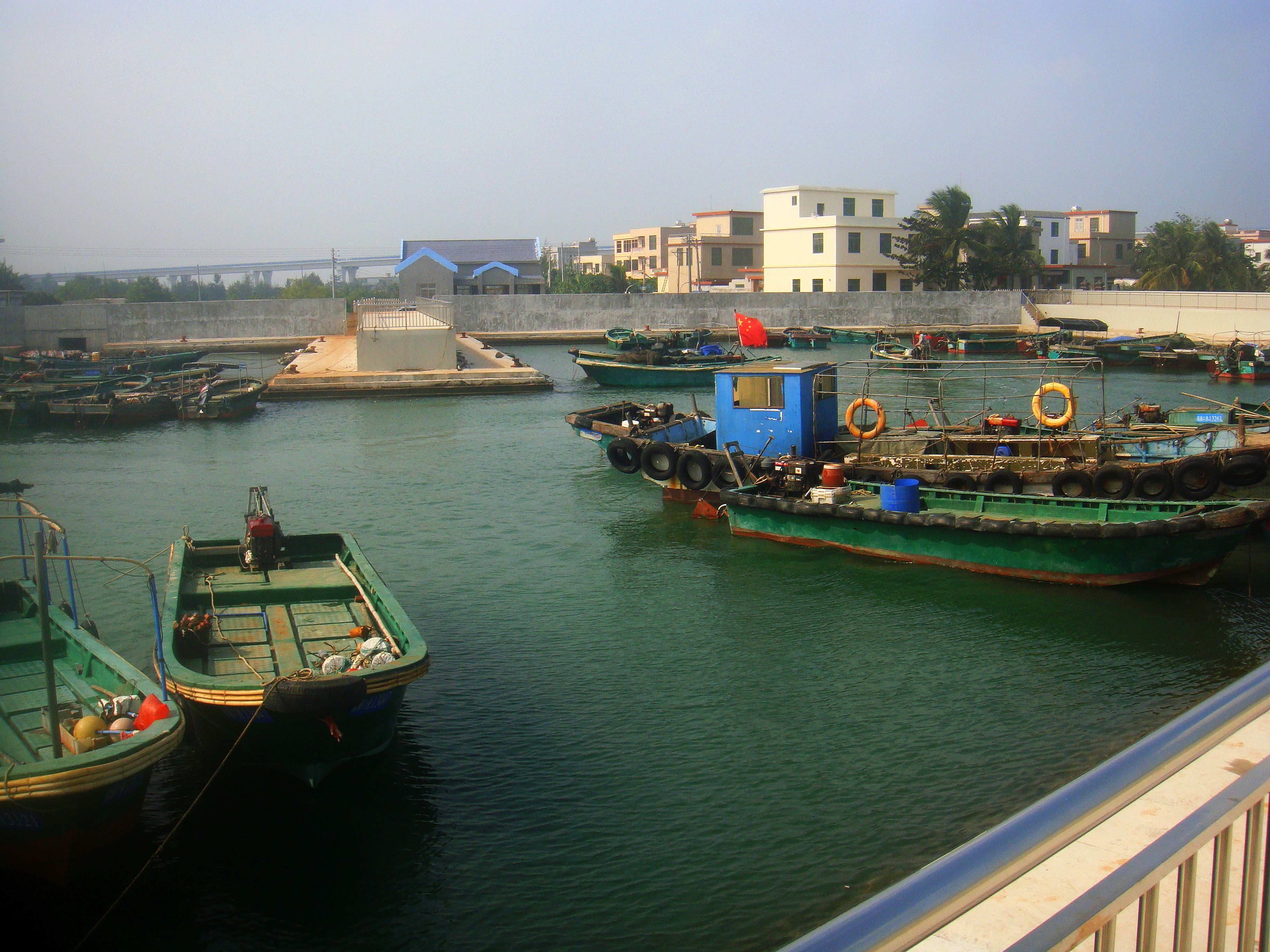
北港岛港口

港口是为应对 2014 年的台风威马逊而建造的，能够停泊数十艘小型渔船，它位于渡轮码头的西面。

### 渡轮码头
渡轮码头位于岛的东南部，就在新港口的东边。北港岛与东寨港东侧的铺前鎮之间有轮渡服务。木船可容纳28人。

## 铺前大桥建设

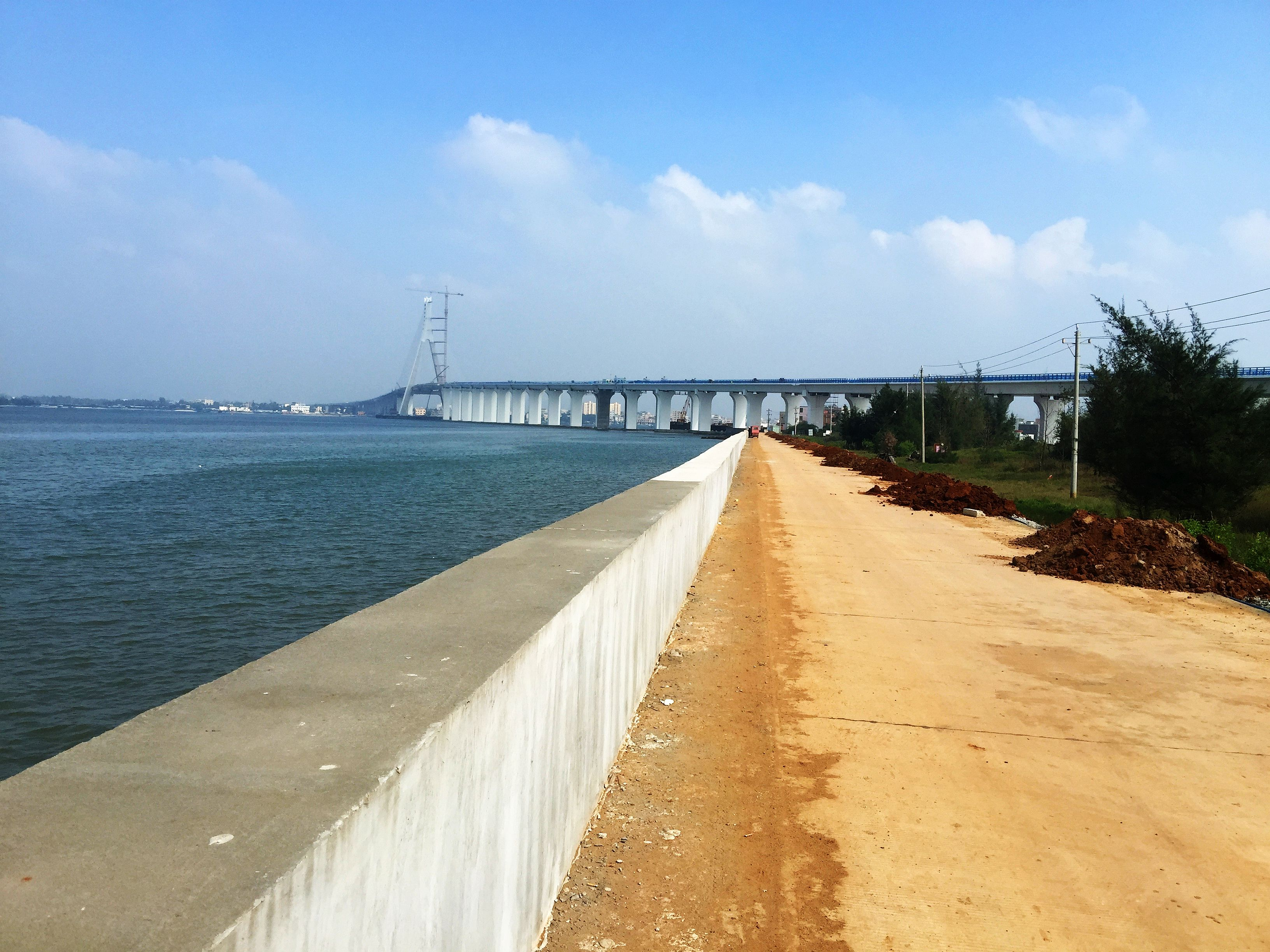
以铺前大桥为背景的北海岸海堤

2018年，铺前大桥建成。 为协助施工，铺前大桥北侧修建了一座服务桥，将港口西海岸的建筑物资运送到北港岛。岛上的居民使用这座桥将房屋建筑材料带到他们的岛上。在这座服务桥存在之前，居民必须以相当大的费用将物资运送到岛上。这座桥引起了房屋建设的增加。